# Дилго Кхьенце Ринпоче
Дилго Кхьенце Ринпоче (англ. Dilgo Khyentse Rinpoche, тиб. དིལ་མགོ་མཁྱེན་བརྩེ་) (1910—1991) — великий несектарный мастер тибетского буддизма, глава школы Ньингма в 1987—1991 годах. Родился в 1910 году как четвёртый сын семьи Дилго, которая восходит к великому царю Тибета Трисон Децену. Место его рождения находится в долине Денкхок в Кхаме — самой восточной из четырёх главных провинций. Кхам делился на множество маленьких княжеств, наибольшим и наиболее влиятельным из которых было Дерге. Дед Кхьенце Ринпоче, Таши Церинг, и позднее его отец, были министрами короля Дерге.

## Биография
На северо-востоке Дерге лежит Шечен, один из шести главных нингмапинских монастырей. И именно там близкий ученик Кхьенце Вангпо, Шечен Гьялцап Ринпоче (1871—1926) официально распознал и возвёл на трон молодого Дилго Кхьенце Ринпоче, как одного из пяти воплощений его несравненного ламы. Мальчику было двенадцать лет.

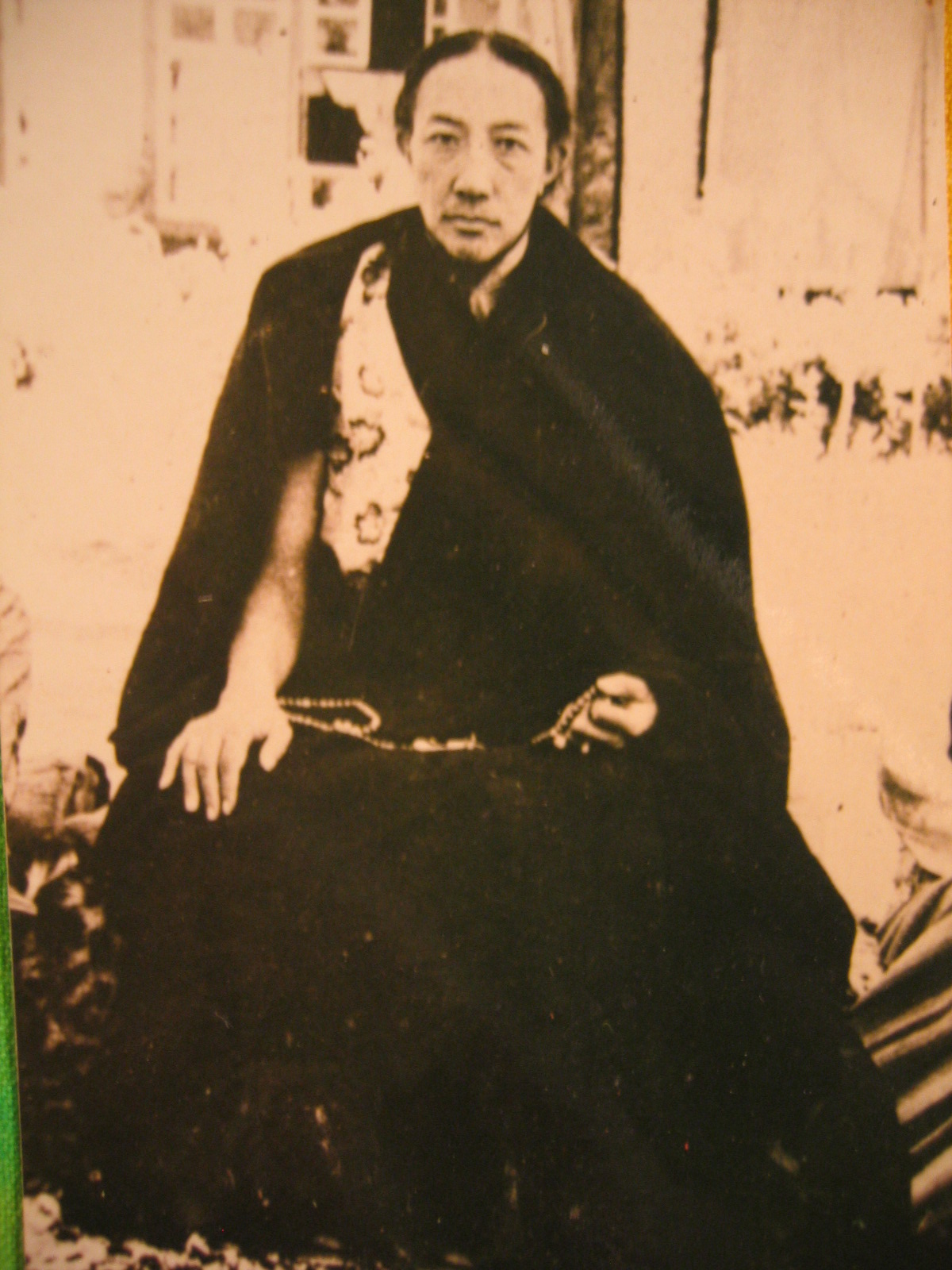
Дилго Кхьенце Ринпоче

Его первым учителем был Шечен Гьялцаб Ринпоче и Джамьянг Кхьенце Чокьи Лодро(1893—1959). Шечен Гьялцап передал юному Кхьенце Ринпоче много знаний и раскрыл понимание истинной природы. Кхьенце Ринпоче обещал своему любимому учителю, что он, в свою очередь, также явит безграничную щедрость тем, кто испросит у него наставлений. И для того, чтобы в первую очередь подготовить себя самого (а ему было всего пятнадцать, когда Шечен Гьялцап умер) — он провел большую часть последующих тринадцати лет в безмолвном уединении. В отдалённых затворах и пещерах в глубине крутых, диких, покрытых лесом холмов в Денкхоке, он непрерывно медитировал, размышляя о любви, сострадании и желании привести всех живых существ к свободе и просветлению.
После завершения затворничества, в возрасте двадцати восьми лет, Кхьенце Ринпоче провёл многие годы с Джамьянг Кхьенце Чокьи Лодро, который тоже был воплощением первого Кхьенце. Кхьенце Ринпоче считал Чокьи Лодро своим вторым главным учителем и относился к нему с огромным почтением. После получения шестимесячного посвящения Собрания Терма от Чокьи Лодро, Кхьенце Ринпоче сказал ему, что желает провести остаток жизни в уединённой медитации. Он был твёрд в своём решении. «Твой ум и мой ум — одно, — сказал Кхьенце Ринпоче. — Тебе пришло время учить и передавать другим бесчисленные драгоценные учения, которые ты получил». С того времени Кхьенце Ринпоче постоянно работал на благо всех живых существ с беспрестанной энергией, присущей линии Кхьенце.
В конце пятидесятых Китай захватил Тибет. Когда китайские чиновники появились в Денкхоке и стали расспрашивать о местонахождении Кхьенце Ринпоче, его жена послала ему тайное предупреждение, чтобы он не возвращался домой. Она упрашивала его уехать из Кхампагара, где он находился с визитом, прямо в Лхасу. Она с трудом ускользнула от солдат и присоединилась к нему по дороге. Они отправились в Лхасу, оставив всё позади, включая драгоценные книги Ринпоче и большую часть его сочинений. Вместе они отправились в паломничество по Центральному Тибету. Затем Ринпоче шесть месяцев делал стотысячное подношение мандалы перед Джово, главной статуей Будды в Лхасе. В городе в это время разразилась эпидемия, поэтому он также совершал много ритуалов и молитв для больных и умерших, не обращая внимания на страхи родственников, что он сам заразится. От эпидемии умерла мать Ринпоче и старший брат Шедруп.
Затем пришло сообщение, что китайцы конфисковали фамильные земли и всё имущество.
По просьбе бутанской королевской семьи Кхьенце Ринпоче отправился жить в Бутан. Он стал школьным учителем возле столицы Тхимпху.
После бегства из Тибета Кхьенце Ринпоче стал одним из главных наставников Его святейшества Далай-ламы.
В начале 1991 года во время учений в Бодх Гае он заболел. Тем не менее он завершил намеченную программу и отправился в Дхармасалу, где в течение месяца без видимых усилий передавал важные учения и посвящения Далай-ламе, о которых Его Святейшество просил многие годы.
Поздней весной он вернулся в Непал уже совершенно больной. Он потерял в весе и все больше и больше нуждался в отдыхе. Ему пришлось отменить четвёртое путешествие в Тибет, где он намеревался вновь посетить Шечен. Вместо этого он провел три с половиной месяца в затворничестве в Паро Такцанге, в Бутане, в одном из наиболее священных мест, благословлённых Падмасамбхавой.
После затворничества его здоровье, казалось, стало улучшаться. Он навестил нескольких своих учеников, находившихся в затворничестве, и давал им наставления об Учителе за пределами рождения, смерти и какого-либо физического проявления. Но вскоре после этого его болезнь вновь усилилась и двенадцать дней он почти совсем не мог ни пить, ни есть. 27 сентября 1991 года при наступлении темноты он попросил слугу помочь ему сесть в позу медитации и погрузился в мирный сон. На рассвете следующего дня его дыхание прервалось.
По просьбе его учеников его тело сохранялось в течение года. На несколько месяцев его переместили из Бутана в Шечен в Непале, так что многие могли присоединиться к посмертным ритуалам. В течение первых семи недель каждую пятницу, день его смерти, на ступе Бодх Натх совершалось подношения ста тысяч светильников.
В ноябре 1992 года его останки кремировали возле Паро, в Бутане. На трехдневной церемонии присутствовало около ста важных лам, королевская семья и министры Бутана и ещё около пятидесяти тысяч человек — собрание беспрецедентное для истории Бутана.
После смерти Кхьенце Ринпоче в 1991 году, его ближайшие ученики естественно обратились к Трулшику Ринпоче, как к ближайшему и наиболее реализованному последователю, чтобы найти воплощение.
С тех пор у Трулшика Ринпоче было несколько снов и видений, включая четырёхстрочный стих, ясно указывающих на новое воплощение. Однако он держал детали в тайне до апреля 1995 года, когда он направил послание Шечен Рабджаму Ринпоче.
Расшифрованный стих указывал, что отцом был Чоклинг Ринпоче Мингьюр Девей Дордже (сын Ургьена Тулку Ринпоче, ближайшего духовного друга Кхьенце Ринпоче) и матерью Дордже Палдрон. Их сын, рожденный в День Рождения Гуру Падмасамбхавы в 10 день пятого месяца года Птицы (30 июня 1993 года), был, как говорит стих, несомненным воплощением Палджора (одно из имен Кхьенце Ринпоче).
28 декабря 1995 года в пещере Маратика в Восточном Непале Трулшик Ринпоче провел церемонию интронизации.

## Сочинения, переведённые на русский
- Дилго Кхенце. Отвага Прозрения. Пер. с англ. Пер. с англ. Р. Заубера. Спб.: Нартанг, 2000.
- Дильго Кьенце. Сокровище сердца пробуждённых [комментарий к поэме Патрула Ринпоче]. Пер. с фр. В. Исаевой. М.: Шанг-Шунг, 2004.
- Дилго Кьенце, Падампа Сангье. Сто советов. Учения тибетского буддизма о самом главном [комментарий]. Пер. с тиб. группы «Падмакара», пер. с англ. Ф. Маликовой. М.: Уддияна, 2008.
- Дилго Кхьенце. Собрание сочинений [в 3 тт.]. Т. 1. Путешествие к просветлению. Просветлённая храбрость. Сердце сострадания. Пер. с тиб. группы «Падмакара», пер. с англ. Антона Мускина. М.: Ганга, 2021.
- Дилго Кхьенце Ринпоче. Удивительная роща деревьев, исполняющих желания. Биография Джамьянга Кхьенце Чокьи Лодро // Джамьянг Кхьенце Чокьи Лодро. Жизнь и эпоха. Пер. с англ. Антона Мускина. М.: Ганга, 2021.